# Müller am Baum
Müller am Baum (um 1837 auch Mühle am Baum) ist ein Gemeindeteil von Miesbach auf der Gemarkung Wies im oberbayerischen Landkreis Miesbach.

## Ortsbeschreibung
Die Fabrik Müller am Baum liegt 3,4 km westlich von Miesbach an der Mangfall. Um 1864 wurde dort in fünf Grubenfeldern Kohle abgebaut. Von 1870 bis 2000 stand dort eine große Papierfabrik. Sie verschaffte um 1900 etwa 300 Beschäftigten Arbeit und Brot und entwickelte sich zu einem der größten Arbeitgeber des Landkreises.
Um 2016 waren dort in 7 Industriegebäuden folgende Firmen angesiedelt:
1. Schreinerei Schober (Pächter), Firma Stang (Eigentümer)
2. Leerstand, Firma Aichinger (Eigentümer)
3. IDS Miesbach (Papierindustrie), H&K Metall-Schleif- und Poliertechnik, Josef Bettschar Transporte (alle Pächter), Firma Somo (Eigentümer)
4. Wohnhäuser
5. H&K Metall-Schleif- und Poliertechnik (Pächter), Firma Wurzer (Eigentümer),
6. Wasserkraftwerk der Firma Emmer
7. X-Pose Messe- und Präsentationskonzepte, Schnitzenbaumer Zaunbau, Pelletslager der Firma Stang (alle Pächter), Firma Aichinger (Eigentümer)[8]

Der Ortsteil Müller am Baum soll im Rahmen eines im Dezember 2019 vorgestellten Bebauungsplans neu bebaut werden. Die Rahmenplanung sieht im Süden an der B 472 vornehmlich Gewerbe mit höheren Gebäuden vor. Schrittweise soll die Höhe in Richtung Norden, wo Wohngebäude gebaut werden sollen, abnehmen. Die Mangfall am Westrand und der östlich von ihr verlaufende Kanal sollen als Grün- und Erholungsfläche revitalisiert werden.
Zuvor müssen mehrere Herausforderungen geöst werden, wie sichere Entsorgung des Niederschlagswassers, Erneuerung von Straßen, Brücken, Wasserversorgung und Abwasserbeseitigung, die in Privatbesitz vom Verfall bedroht waren. Außerdem müssen Altlasten, Fahrt- und Leitungsrechte, Naturschutz und Biotope berücksichtigt werden.

## Name
Die Herkunft des ungewöhnlichen Ortsnamens ist nicht eindeutig geklärt. Folgende Erklärungsversuche wurden publiziert:
- Die Papierfabrik in Müller am Baum geht zurück auf eine Mühle … Sie befand sich nahe der Mangfallbrücke und damit bis 1734 an der Grenze der Grafschaft Hohenwaldeck, deren Schlagbaum dem Ort wohl seinen Namen gab.[11][4]
- Anderen Quellen zufolge beschreibt der Name nichts anderes als den tragischen Tod des Mühlenbesitzers: In Müller am Baum hat sich dereinst der Müller am Baum erhängt.[12][13]
- Anton Wessinger wies 1886 darauf hin, dass Der Baumer links von der alten Salzstrasse nach Tölz liegt, ehe sie zur Fabrik am Baum an der Mangfall abfällt. Er wunderte sich darüber, dass das Wort Baum ohne Bestimmungswort als Ortsname angewendet wird, und vermutete daher, dass es ein alter und merkwürdiger Baum gewesen sein müsse, der ohne nähere Bezeichnung dem Gut den Namen gab. Am Baum ist eine jüngere Ansiedelung. Der Überlieferung zufolge hat eine Tochter des Baumers den ersten Müller geheiratet und die Wiesen an der Mangfall als Mitgift erhalten.[14]

## Bevölkerungsentwicklung
Um 1925 lebten in Müller am Baum 223 Einwohner. Die Bevölkerungszahl stieg bis 1950 auf 362 Einwohner an. Im Mai 1987 gab es 181 Einwohner in 24 Wohngebäuden, die in 64 Wohnungen aufgeteilt waren.
| Jahr      | 1925 | 1950 | 1970 | 1987 |
| Einwohner | 223  | 362  | 243  | 181  |